# Phạm Quang Vĩnh
Phạm Quang Vĩnh (sinh ngày 15 tháng 8 năm 1944) là họa sĩ người Việt Nam, hoạt động chủ yếu trong lĩnh vực điện ảnh, ông từng dàn dựng cho nhiều bộ phim điện ảnh như Bến không chồng, Chuyện của Pao.

## Tiểu sử
Phạm Quang Vĩnh sinh ngày 15 tháng 8 năm 1944 tại Từ Liêm, Hà Nội, ông có 8 anh chị em, bố ông là họa sĩ Phạm Hậu, cụ từng học tại Trường Mỹ thuật Đông Dương sau này là một trong những giảng viên đầu tiên của Trường Mỹ thuật Công nghiệp.

## Sự nghiệp
Phạm Quang Vĩnh là học viên khóa Mỹ thuật đầu tiên của Trường trung cấp Mỹ nghệ (1959 – 1962). Năm 1962, trường Sân khấu Điện ảnh có các chuyên gia từ Liên Xô sang mở lớp đào tạo Họa sĩ thiết kế phim truyện và các học sinh được huy động từ nhiều trường, Phạm Quang Vĩnh là một trong số học viên của khóa 1. Ông tốt nghiệp vào năm 1965.
Năm 1964, họa sĩ Phạm Quang Vĩnh về công tác tại Hãng phim truyện Việt Nam, trong cùng năm ông tham gia sản xuất bộ phim Biển Lửa, với vai trò trợ lý cho họa sĩ Lê Thanh Đức.
Năm 1967, họa sĩ Phạm Quang Vĩnh bắt đầu thành công với vai trò họa sĩ chính trong phim "Biển gọi". Tại Liên hoan phim Việt Nam lần thứ 1, Biển gọi là một trong các bộ phim truyện nhận được Bông sen bạc. Sau này ông đoạt giải Bông sen vàng cho hạng mục thiết kế mỹ thuật phim truyện nhựa, với hai bộ phim điện ảnh “Hoàng Hoa Thám” và Truyện cổ tích cho tuổi mười bảy tại Liên hoan phim quốc gia năm 1988.
Tại các kỳ tổ chức giải Cánh diều của Hội Điện ảnh Việt Nam, Phạm Quang Vĩnh vinh dự nhận được 3 giải thiết kế mỹ thuật cho các phim "Tiếng cồng định mệnh" và "Hàng xóm" năm 2005; "Hà Nội, Hà Nội" năm 2006 và "Mùa hè lạnh" năm 2012.
Mặc dù là một họa sĩ điện ảnh gạo cội, nhưng Phạm Quang Vĩnh chưa từng có dịp hợp tác với các đạo diễn nổi bật cùng thời như Hải Ninh, Đặng Nhật Minh.

## Đời tư
Ông kết hôn với nữ diễn viên Diệu Thuần, cả hai cùng tham gia bộ phim Ngày ấy bên sông Lam, bộ phim đầu tiên bà đóng chính còn ông là họa sĩ thiết kế cho bộ phim. Hai ông bà có hai người con đều theo lĩnh vực nghệ thuật.

## Tác phẩm

### Vai trò Họa sĩ thiết kế
| Năm  | Tựa đề                     | Đạo diễn                                     | Ghi chú |
| ---- | -------------------------- | -------------------------------------------- | ------- |
| 1964 | Biển lửa                   | NSND Phạm Kỳ Nam, NGND Lê Đăng Thực          |         |
| 1967 | Biển gọi                   | NSƯT Nguyễn Tiến Lợi, NSƯT Nguyễn Ngọc Trung |         |
| 1969 | Tiền tuyến gọi             | NSND Phạm Kỳ Nam                             |         |
| 1971 | Đường về quê mẹ            | NSND Bùi Đình Hạc                            |         |
| 1975 | Hai người mẹ               | NSND Nguyễn Khắc Lợi                         |         |
| 1978 | Chom và Sa                 | NSND Phạm Kỳ Nam                             |         |
| 1979 | Những người đã gặp         | NSND Trần Vũ, NSND Trần Phương               |         |
| 1980 | Ngày ấy bên sông Lam       | NSƯT Nguyễn Ngọc Trung                       |         |
| 1984 | Đường suối cạn             | Nguyễn Đỗ Ngọc                               |         |
| 1986 | Không có đường chân trời   | NSND Nguyễn Khánh Dư                         |         |
| 1987 | Hoàng Hoa Thám             | NSND Trần Phương                             |         |
| 1988 | Truyện cổ tích cho tuổi 17 | NSƯT Xuân Sơn                                |         |
| 1993 | Cỏ lau                     | NSƯT Vương Đức                               |         |
| 1996 | Sống mãi với Thủ đô        | NSƯT Lê Đức Tiến, Nguyễn Thế Vĩnh            |         |
| 1997 | Duyên nghiệp               | Vũ Châu                                      |         |
| 1998 | Bông sen                   | NSND Trần Đắc                                |         |
| 2000 | Sóng ở đáy sông            | NSƯT Lê Đức Tiến                             |         |
| 2000 | Bến không chồng            | Lưu Trọng Ninh                               |         |
| 2002 | Của rơi                    | Vương Đức                                    |         |
| 2004 | Tiếng cồng định mệnh       | NSND Nguyễn Khắc Lợi, NSND Lê Thi            |         |
| 2004 | Hàng xóm                   | Phạm Lộc                                     |         |
| 2004 | Hà Nội, Hà Nội             | NSƯT Bùi Tuấn Dũng, Lý Vỹ                    |         |
| 2006 | Chuyện của Pao             | Ngô Quang Hải                                |         |
| 2012 | Mùa hè lạnh                | Ngô Quang Hải                                |         |
| 2013 | Thái sư Trần Thủ Độ        | Đào Duy Phúc                                 |         |
| 2014 | Đập cánh giữa không trung  | Nguyễn Hoàng Điệp                            |         |

### Tham gia hỗ trợ kỹ thuật, cố vấn[4]
- 2006 - thành viên Ban giám khảo hạng mục Phim truyện nhựa tại LHP Việt Nam 16[9]
- Điện Biên Phủ - phim Pháp
- Tìm lại Đa - phim Nhật Bản
- Miền đất hứa - phim Na Uy
- Người Mỹ trầm lặng - phim Mỹ

## Ghi nhận

### Giải thưởng
| Giải thưởng cá nhân                                      | Giải thưởng cá nhân                                                 | Giải thưởng cá nhân                                                           | Giải thưởng cá nhân              | Giải thưởng cá nhân | Giải thưởng cá nhân |
| Năm                                                      | Sự kiện                                                             | Hạng mục                                                                      | Tác phẩm                         | Kết quả             | Nguồn               |
| -------------------------------------------------------- | ------------------------------------------------------------------- | ----------------------------------------------------------------------------- | -------------------------------- | ------------------- | ------------------- |
| 1988                                                     | Liên hoan phim Việt Nam lần thứ 8                                   | Thiết kế mỹ thuật xuất sắc                                                    | Hoàng Hoa Thám                   | Đoạt giải           | [ 10 ]              |
| 2005                                                     | Giải Cánh diều 2004                                                 | Thiết kế mỹ thuật xuất sắc                                                    | Hàng xóm và Tiếng cồng định mệnh | Đoạt giải           | [ 11 ]              |
| 2007                                                     | Giải Cánh diều 2006                                                 | Thiết kế mỹ thuật xuất sắc                                                    | Hà Nội, Hà Nội                   | Đoạt giải           | [ 12 ]              |
| 2013                                                     | Giải Cánh diều 2012                                                 | Thiết kế mỹ thuật xuất sắc                                                    | Mùa hè lạnh                      | Đoạt giải           | [ 13 ]              |
| Với vai trò họa sĩ thiết kế mĩ thuật (dành cho tác phẩm) |                                                                     |                                                                               |                                  |                     |                     |
| 1970                                                     | Liên hoan phim Việt Nam lần thứ 1                                   | Phim truyện điện ảnh                                                          | Biển lửa                         | Bông sen bạc        | [ 14 ]              |
| 1970                                                     | Liên hoan phim Việt Nam lần thứ 1                                   | Phim truyện điện ảnh                                                          | Biển gọi                         | Bông sen bạc        | [ 15 ]              |
| 1972                                                     | Liên hoan phim quốc tế Karlovy Vary (Tiệp Khắc)                     | Giải thưởng Ban giám khảo (khu vực Á–Phi, Mỹ Latinh)                          | Đường về quê mẹ                  | Giải Nhất           | [ 16 ] [ 17 ]       |
| 1973                                                     | Liên hoan phim quốc tế New Delhi (Ấn Độ)                            | Phim hay nhất                                                                 | Đường về quê mẹ                  | Đoạt giải           | [ 18 ] [ 19 ]       |
| 1973                                                     | Liên hoan phim Việt Nam lần thứ 2                                   | Phim truyện điện ảnh                                                          | Đường về quê mẹ                  | Bông sen vàng       | [ 16 ]              |
| 1973                                                     | Liên hoan phim Việt Nam lần thứ 2                                   | Phim truyện điện ảnh                                                          | Tiền tuyến gọi                   | Bông sen bạc        | [ 20 ]              |
| 1977                                                     | Liên hoan phim Việt Nam lần thứ 4                                   | Giải thưởng của Hội đồng giám khảo                                            | Hai người mẹ                     | Bằng khen           | [ 21 ]              |
| 1979                                                     | Liên hoan phim thiếu nhi quốc tế (Ấn Độ)                            |                                                                               | Chom và Sa                       | Con Voi Bạc         | [ 22 ] [ 10 ]       |
| 1980                                                     | Liên hoan phim Việt Nam lần thứ 5                                   | Phim truyện điện ảnh                                                          | Những người đã gặp               | Bông sen vàng       | [ 23 ]              |
| 1982                                                     | Liên hoan phim ba châu lục                                          |                                                                               | Chom và Sa                       | Giải Bạc            | [ 24 ] [ 25 ]       |
| 1988                                                     | Liên hoan phim Việt Nam lần thứ 8                                   | Phim truyện điện ảnh                                                          | Truyện cổ tích cho tuổi mười bảy | Bông sen vàng       | [ 26 ]              |
| 2001                                                     | Liên hoan phim Việt Nam lần thứ 13                                  | Phim truyện điện ảnh                                                          | Bến không chồng                  | Bông sen bạc        | [ 27 ]              |
| 2003                                                     | Giải Cánh diều 2002                                                 | Phim truyện nhựa                                                              | Của rơi                          | Cánh diều bạc       | [ 28 ]              |
| 2004                                                     | Liên hoan phim Việt Nam lần thứ 14                                  | Giải thưởng của Hội đồng giám khảo                                            | Của rơi                          | Bằng khen           | [ 29 ]              |
| 2006                                                     | Giải Cánh diều 2005                                                 | Phim truyện nhựa                                                              | Chuyện của Pao                   | Cánh diều vàng      | [ 30 ]              |
| 2007                                                     | Liên hoan phim Việt Nam lần thứ 15                                  | Phim truyện điện ảnh                                                          | Chuyện của Pao                   | Bông sen bạc        | [ 30 ]              |
| 2007                                                     | Liên hoan phim Việt Nam lần thứ 15                                  | Phim truyện điện ảnh                                                          | Hà Nội, Hà Nội                   | Bông sen vàng       | [ 31 ]              |
| 2007                                                     | Giải Cánh diều 2006                                                 | Phim truyện nhựa                                                              | Hà Nội, Hà Nội                   | Cánh diều vàng      | [ 32 ]              |
| 2009                                                     | Giải thưởng Bộ Quốc Phòng về Văn học, nghệ thuật, báo chí 2004–2009 |                                                                               | Tiếng cồng định mệnh             | Giải A              |                     |
| 2013                                                     | Giải Cánh diều 2012                                                 | Phim truyền hình                                                              | Thái sư Trần Thủ Độ              | Cánh diều vàng      | [ 33 ]              |
| 2014                                                     | Liên hoan phim quốc tế Hà Nội                                       | Giải của ban giám khảo                                                        | Đập cánh giữa không trung        | Vinh danh           | [ 34 ]              |
| 2014                                                     | Liên đoàn các nhà phê bình phim châu Âu và Địa Trung Hải (FEDEORA)  | Phim hay nhất                                                                 | Đập cánh giữa không trung        | Đoạt giải           | [ 35 ]              |
| 2014                                                     | Liên hoan phim ba châu lục                                          | Giải đặc biệt của ban giám khảo                                               | Đập cánh giữa không trung        | Đoạt giải           | [ 36 ]              |
| 2015                                                     | Liên hoan phim quốc tế Fribourg                                     | Giải của Ban giám khảo trẻ tuổi dành cho phim hay nhất                        | Đập cánh giữa không trung        | Đoạt giải           | [ 37 ] [ 38 ]       |
| 2015                                                     | Liên hoan phim quốc tế Fribourg                                     | Giải của Ban giám khảo quốc tế dành cho tác phẩm đáng chú ý                   | Đập cánh giữa không trung        | Đoạt giải           | [ 37 ] [ 38 ]       |
| 2015                                                     | Liên hoan phim quốc tế Fribourg                                     | Giải của Ban giám khảo phong trào Đại đoàn kết dành cho bộ phim xuất sắc nhất | Đập cánh giữa không trung        | Đoạt giải           | [ 37 ] [ 38 ]       |

### Vinh danh
Năm 1993, Phạm Quang Vĩnh được phong tặng danh hiệu Nghệ sĩ Ưu tú.
Từ năm 1993 đến 2005, Phạm Quang Vĩnh đã dành được 9 giải Huy chương vàng và bạc từ các giải thưởng điện ảnh lớn nhỏ. Thành tích của ông đã vượt quá tiêu chí xét danh hiệu Nghệ sĩ Nhân dân, tuy nhiên ông vẫn bị đánh trượt 2 lần.
Sau khi ông và một số nghệ sĩ có thành tích cao bị loại bỏ khỏi danh sách năm 2005 đề nghị xét lại, hội đồng xét duyệt Nhà nước đã thẩm định lại và cuối cùng ông được phong tặng danh hiệu Nghệ sĩ Nhân dân vào năm 2007. Ông là người duy nhất trong các nghệ sĩ phản đối kết quả ban đầu được nhà nước phong tặng đợt này.
Trong tháng 6 năm 2016, chương trình chiếu phim với chuyên đề "Người thổi hồn cho các tác phẩm điện ảnh”, do Viện phim  Việt Nam tổ chức dành riêng để tôn vinh các đóng góp của Phạm Quang Vĩnh, chương trình được tổ chức tại rạp phim Khánh Ngọc, Hà Nội. Tại đây các bộ phim nổi tiếng, từng giành các giải thưởng lớn được chiếu lại miễn phí cho khán giả. Đây là lần đầu tiên một Họa sĩ thiết kế được Viện phim Việt Nam tôn vinh.